# Armin von Gerkan
Armin von Gerkan (* 30. November 1884 in Subbath, (Kurland), Russisches Kaiserreich; † 22. Dezember 1969 in Garstedt) war ein deutsch-baltischer Bauforscher und Klassischer Archäologe.

## Leben und Bedeutung
Armin von Gerkan entstammte einer deutsch-baltischen Adelsfamilie, zu deren bekannten Vertretern auch der deutsche Architekt Meinhard von Gerkan gehörte. Nach dem Studium der Architektur in Riga und Dresden nahm er von 1908 bis 1914 an den Ausgrabungen des Deutschen Archäologischen Instituts unter Theodor Wiegand (1864–1936) in Kleinasien (Milet, Didyma, Priene und Samos) teil. Im Ersten Weltkrieg war er – da noch russischer Staatsangehöriger – als Offizier im Kaukasus eingesetzt. 1919 beteiligte er sich in der Baltischen Landeswehr am Feldzug zur Befreiung des Baltikums von der Roten Armee. Nach Einbürgerung in Deutschland studierte er in Greifswald Klassische Archäologie und wurde 1921 Dr.-Ing. und 1922 Dr. phil. Seine Habilitation erfolgte 1923. Sein Schwiegervater war der Christliche Archäologe und Kirchenhistoriker Victor Schultze (1851–1937).
1924 wurde von Gerkan Zweiter Direktor des Deutschen Archäologischen Instituts in Rom, 1938 dort Erster Direktor. Zum 1. November 1933 trat er der NSDAP bei (Mitgliedsnummer 3.391.595). Seine 1936 vorgesehene Einsetzung als Erster Direktor des Instituts in Athen scheiterte, da der damalige dortige Zweite Direktor, Walther Wrede, ein hochrangiger Funktionär der NSDAP/AO, der die Stelle selbst anstrebte, unter Beteiligung der Filmregisseurin Leni Riefenstahl über Goebbels und Hitler die Ernennung hintertrieb. 1937 wurde von Gerkan Honorarprofessor in Berlin. Der Schwerpunkt seines Wirkens hatte die römische Architektur und Topographie zum Gegenstand. Doch führte ihn seine Arbeit auch zu Forschungsaufenthalten in Baalbek und Palmyra (Syrien), Dura Europos (Mesopotamien), Ägypten, Olympia und Epidauros. Im August und September 1944 leitete er zusammen mit dem Berufskollegen Jan Willem Crous die Einlagerung von 1500 Kisten mit Beständen aus dem DAI Rom im Bergungsort Salzbergwerk Altaussee im Ausseerland. Nach Kriegsende hatte er eine Gastprofessur in Bonn inne. 1953 wurde er zum korrespondierenden Mitglied der Göttinger Akademie der Wissenschaften gewählt.
Nachdem zuvor Wilhelm Dörpfeld (1853–1940) und Robert Koldewey (1855–1925) Wegbereiter für die archäologische Bauforschung waren, setzte Armin von Gerkan sich zeitlebens dafür ein, dass dieser Forschungsbereich als besonderes und vollberechtigtes Fach innerhalb der Altertumswissenschaft anerkannt wurde. Wie kein anderer hat er die theoretischen Grundlagen des Faches, seine Aufgaben und Wirkungsmöglichkeiten sowie die sich daraus ergebenden Notwendigkeiten intensiv durchdacht. Als Erster hat er unter dem Begriff der Bauforschung das Studium der antiken Architektur durch den historisch geschulten Architekten verstanden, der über das Rüstzeug nicht nur für eine exakte Bauaufnahme, sondern auch für das technische und konstruktive Verständnis der antiken Bauwerke – einschließlich des Städte- und Hafenbaus – verfügte. Von Gerkan war es auch, der 1926 den Anstoß zur Gründung der Koldewey-Gesellschaft als der Organisation der Architekten-Bauforscher gab. Er sah sich allerdings bei seinem Wirken manchen Widerständen gegenüber, denn die damalige Archäologie war bei ihrer Ausgrabungstätigkeit überwiegend noch von den musealen Interessen an Funden möglichst spektakulärer Ausstellungsstücke bestimmt. Von Gerkan forderte demgegenüber als Ausgrabungsziel die wissenschaftliche Erforschung der antiken Stätten und Monumente, dies immer im Kontext der mit den Denkmälern verbundenen Fakten der antiken Geschichte und Kultur. Heute hat sich seine Sicht in der archäologischen Forschung weithin durchgesetzt.

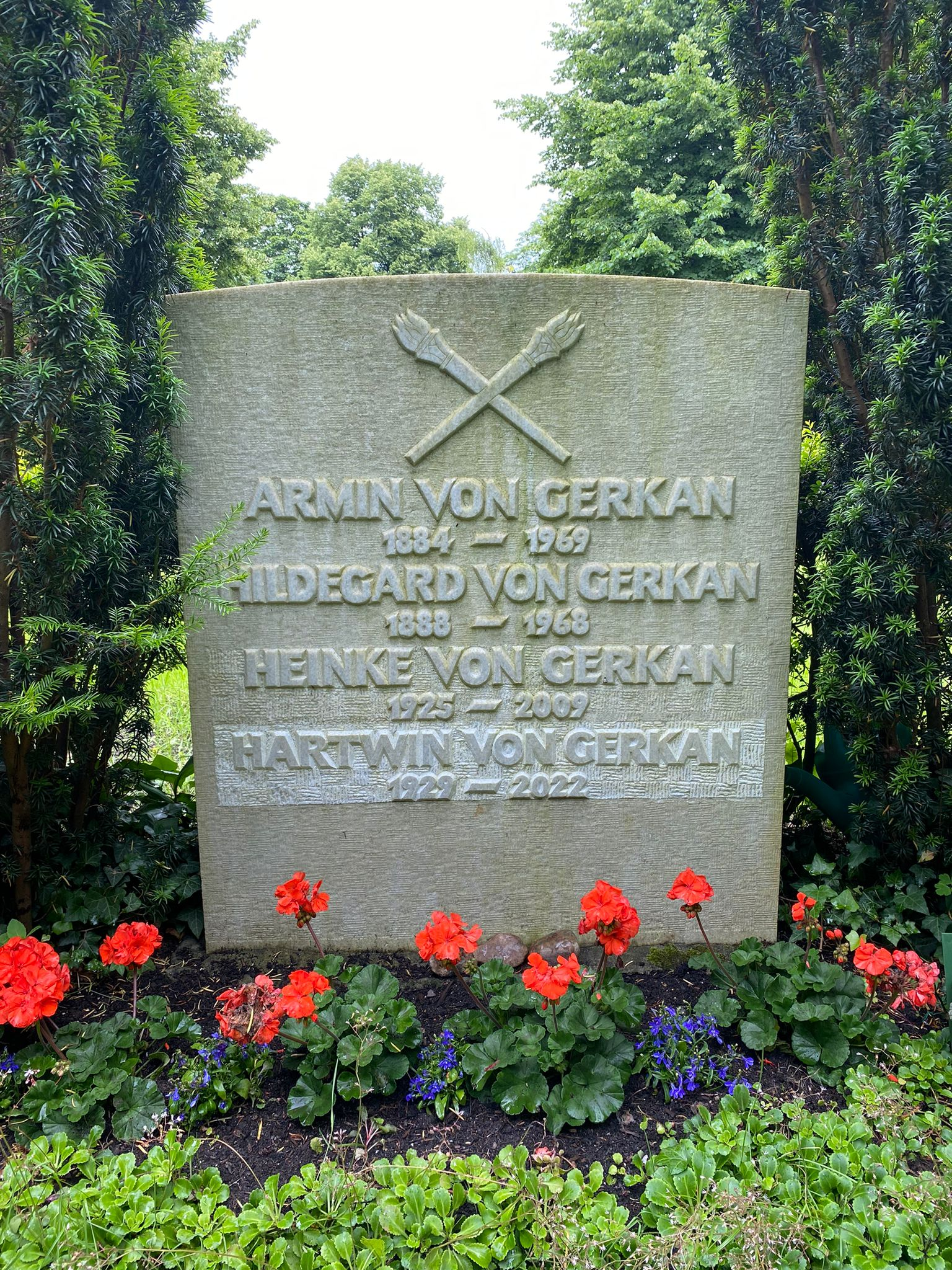
Grabstätte auf dem Friedhof Reinbek

Es überrascht nicht, dass das kritische und methodische Arbeitskonzept von Gerkans ihn in Opposition zu der verbreiteten Auffassung brachte, in den Fundamenten des Petersdoms in Rom sei das Grab des Apostels Petrus gefunden worden. In seinen Untersuchungen kam er vielmehr zu dem Ergebnis, dass ein solcher Nachweis nicht erbracht sei und dass die Wissenschaft dem frommen Wunsch nach Lokalisierung des Grabes keine Unterstützung geben könne.
Kritisch äußerte von Gerkan sich auch zu der Vorstellung, das antike Rom sei bereits eine Millionenstadt gewesen; diese Annahme sei bei Berücksichtigung der damaligen städtischen Bebauung nicht gerechtfertigt.
Aus der Ehe von Gerkans mit der Tochter Victor Schultzes sind zwei Söhne hervorgegangen, von denen der eine Vorsitzender Richter am Hanseatischen Oberlandesgericht und der andere Hütteningenieur wurde.
Das Grab von Gerkans befindet sich auf dem Friedhof in Reinbek.

## Ehrungen
- 1950 wurde ihm von der TH Karlsruhe der Titel eines Dr.-Ing. E. h. verliehen.
- 1962 wurde ihm der Titel eines D. theol. h. c. verliehen.
- 1959 erhielt er das Große Bundesverdienstkreuz.

## Schriften (Auswahl)
- Das Theater von Priene. Verlag für praktische Kunstwissenschaft, München 1921.
- Griechische Städteanlagen. Walter de Gruyter, Berlin 1924.
- Armin von Gerkan: Die gegenwärtige Lage der Archäologischen Bauforschung in Deutschland. Koldewey-Gesellschaft, Vereinigung für baugeschichtliche Forschung e. V., 1924, abgerufen am 1. Februar 2016.
- mit Fritz Krischen: Milet. Band 1,9: Thermen und Palaestren. Hans Schoetz & Co., Berlin 1928.
- mit Hans Peter L’Orange: Der spätantike Bilderschmuck am Konstantinsbogen. Walter de Gruyter, Berlin 1939.
- Von antiker Architektur und Topographie. Gesammelte Aufsätze. W. Kohlhammer, Stuttgart 1959 [hier S. 459–463 Bibliographie].
- mit Wolfgang Müller-Wiener: Das Theater von Epidauros. W. Kohlhammer, Stuttgart 1961.